# Ella vendrá
«Ella vendrá» es una canción dark wave de Don Cornelio y la Zona lanzada en 1987 en el álbum debut homónimo de la banda.
Fue compuesta en 1986 por Roberto «Palo» Pandolfo y Claudio Fernández, cantante y baterista respectivamente de la banda.
«Ella vendrá» se convirtió en el mayor éxito de Don Cornelio y la Zona, y una de las canciones más emblemáticas del rock argentino de fines de los '80. Logró el puesto 93 de las 100 mejores canciones del rock argentino en la lista de MTV y Rolling Stone Argentina de 2002. Logró el puesto 88 de las 100 mejores canciones del rock argentino en la lista de Rock.com.ar de 2005.
Ha sido versionada por diferentes artistas y forma parte del repertorio habitual de Pandolfo en sus presentaciones como solista.

## Interpretación
La canción trata sobre un amor trunco, frívolo y de desesperanza sin un posible retorno de aquel pasado lejano. El verso «Y al fin el techo dejará de aplastarme» hace mención al mundo de los sueños, ilusión y fantasías que él se creó con una chica y que le va pesando y se va destruyendo con el tiempo.

## Música
Los acordes que siguen a la melodía son de gran simplicidad. Toda la canción está compuesta y estructurada con las notas fa, sol y la menor.

## Versiones
- Don Cornelio y la Zona en su álbum homónimo de 1987.
- Palo Pandolfo y Adrián Dárgelos la interpretaron a dúo en el disco de versiones Antojo de 2004.
- Los calzones rotos hicieron su versión al  grabarla en el álbum de tributo al rock nacional Plástico de 2001.
- El artista uruguayo Fernando Santullo hizo una versión en su disco El mar sin miedo de 2014.
- Vanthra, 2018.
- En el bloque musical de Argentina Mía (El Trece Satelital/Internacional) aparece esa canción grabada.